# ESET
ESET（ESET, spol. s r.o., イーセット企業体有限責任会社）は、コンピュータおよびインターネット用のセキュリティ関連製品の開発・販売を行うスロバキアのソフトウェア企業。

## 概要
1992年に設立された。社名はエジプト神話の女神イシス（スロバキア語：Eset）にちなむ。本社はブラチスラヴァ市ペトルジャルカ街区のアウパーク・タワー内にあり、プラハ、サンディエゴ、ウェックスフォード（アイルランド）、ロンドン、ブエノスアイレスに支社がある。
1987年に創業者が個人的に開発したMS-DOS用アンチウイルスソフト「NOD」を1998年にMicrosoft Windows用に改良し、「NOD32」として発表。それ以降は急成長を遂げ、2007年までの5年間の成長率は中央ヨーロッパのIT企業50社中で7位となる1466%に達した。
アンチウイルスソフト「NOD32アンチウイルス」の開発・販売で知られる。法人向けでは「ESET Endpoint Protection」シリーズが著名であり、主力製品である。個人向けでは総合セキュリティソフト「ESET Smart Security」がある。いずれもNOD32アンチウイルスの上位版であり、ウイルススキャンの速さと高い検知率が特徴である。なお、NOD32アンチウイルスはアセンブリ言語で書かれていて容易には解析できなくなっており、かつ動作の高速化やプログラムサイズの軽量化にも貢献している。
2018年（平成30年）9月、キヤノンITソリューションズとの合弁で日本法人「イーセットジャパン株式会社」が設立された。